# 津島市
津島市（日语：／ Tsushima shi */?）是位於日本愛知縣西部的城市，也是舊海部郡地區的主要城市。
由於過去在16世紀戰國時代時曾是織田信長初期發展的主要據點及經濟重鎮，因此以「信長的廚房」而聞名。

## 人口
津島市位於名古屋市中心西側約十五公里處，利用鐵路約可在半小時內抵達名古屋市中心，長久以來一直是名古屋都市圈的一部分。
| 津島市人口分布圖 |                                               |  |
| 津島市與日本全國年齡別人口分布比較圖 （2005年資料） | 津島市的年齡、男女別人口分布圖 （2005年資料） |  |
| ■紫色是津島市 ■綠色是全国 | ■藍色是男性 ■紅色是女性                       |  |
| 津島市人口變化 \| 1970年 \| 51,441人 \| \| \| 1975年 \| 58,241人 \| \| \| 1980年 \| 59,049人 \| \| \| 1985年 \| 58,735人 \| \| \| 1990年 \| 59,343人 \| \| \| 1995年 \| 63,723人 \| \| \| 2000年 \| 65,422人 \| \| \| 2005年 \| 65,547人 \| \| \| 2010年 \| 65,258人 \| \| \| 2015年 \| 63,431人 \| \| \| 2020年 \| 60,942人 \| \| |                                               |  |
| 資料來源：日本總務省統計中心提供之人口普查數據 |                                               |  |
| 1970年 | 51,441人                                      |  |
| 1975年 | 58,241人                                      |  |
| 1980年 | 59,049人                                      |  |
| 1985年 | 58,735人                                      |  |
| 1990年 | 59,343人                                      |  |
| 1995年 | 63,723人                                      |  |
| 2000年 | 65,422人                                      |  |
| 2005年 | 65,547人                                      |  |
| 2010年 | 65,258人                                      |  |
| 2015年 | 63,431人                                      |  |
| 2020年 | 60,942人                                      |  |

## 歷史
本地過去在令制國時代屬於尾張國海東郡。
在12世紀至14世紀期間，本地由於位於木曾三川出海口旁，又介於尾張國與伊勢國之間，成為此區域的交通樞紐，因而發展為港口「津島湊」；同時此地的津島神社也發展出津島信仰，成為全日本各地津島神社、天王社的總本社，讓原本為港口城鎮的此地同時也發展成為門前町。16世紀織田信定以此地為據點後，此地的經濟也成為之後其孫織田信長拓展勢力的經濟基礎。
17世紀進入江戶時代後，本地大部分區域都成為尾張藩的領地，僅小部分區域屬尾張藩御附家老成瀨氏的犬山藩；在18世紀後，由於尾張藩隊木曾三川下游區域的治水工程，使得津島港遭到填平，從此津島也失去港口的功能。同時東部的神守區域則開始發展成為宿場，成為神守宿。
19世紀明治維新實施廢藩置縣後，津島最初改隸屬名古屋縣和犬山縣，但在1871年的第一次府縣整併後全數被併入名古屋縣，四個月後名古屋縣即被更名為愛知縣。
1889年日本實施町村制，以舊津島地區為中心設立了津島町，不過現在的津島市東半部地區在當時還分屬神島田村、百高村、益和村、越治村、神守村、野間村、諸古村七個行政區劃；在1906年愛知縣的町村整併中，位於東半部的百高村、益和村、越治村、神守村、野間村被整併為神守村，南部的神島田村則是與南側的町村整併為永和村，北部的諸古村則是與北側的町村整併為佐織村。
1925年已被併入佐織村的舊諸古村古川地區被改劃入津島町，津島町接著在1947年升格為津島市；此後在1955年將東側的神守村併入，1956年南部的永和村遭到廢除，其中原屬舊神島田村的部分地區在此時被改劃入津島市。

## 交通
名古屋鐵道尾西線以南北向穿過轄內西部的主要市區，在市區中設有津島車站，同時自津島車站還有津島線往東北方向，在通過轄區東北側後，可直接進入名古屋市區。
市內的客運路線有名鐵巴士所經營自名古屋市經大治町、海部市往返津島市的五條客運路線，同時市政府也有委託名鐵巴士經營社區巴士－津島市接觸巴士，以津島車站為中心共開設有四條路線。

### 鐵路
- 名古屋鐵道
  - 尾西線：（←愛西市） - 津島車站 - （愛西市→）
  - 津島線：（←海部市） - 青塚車站  - （愛西市） - 津島車站

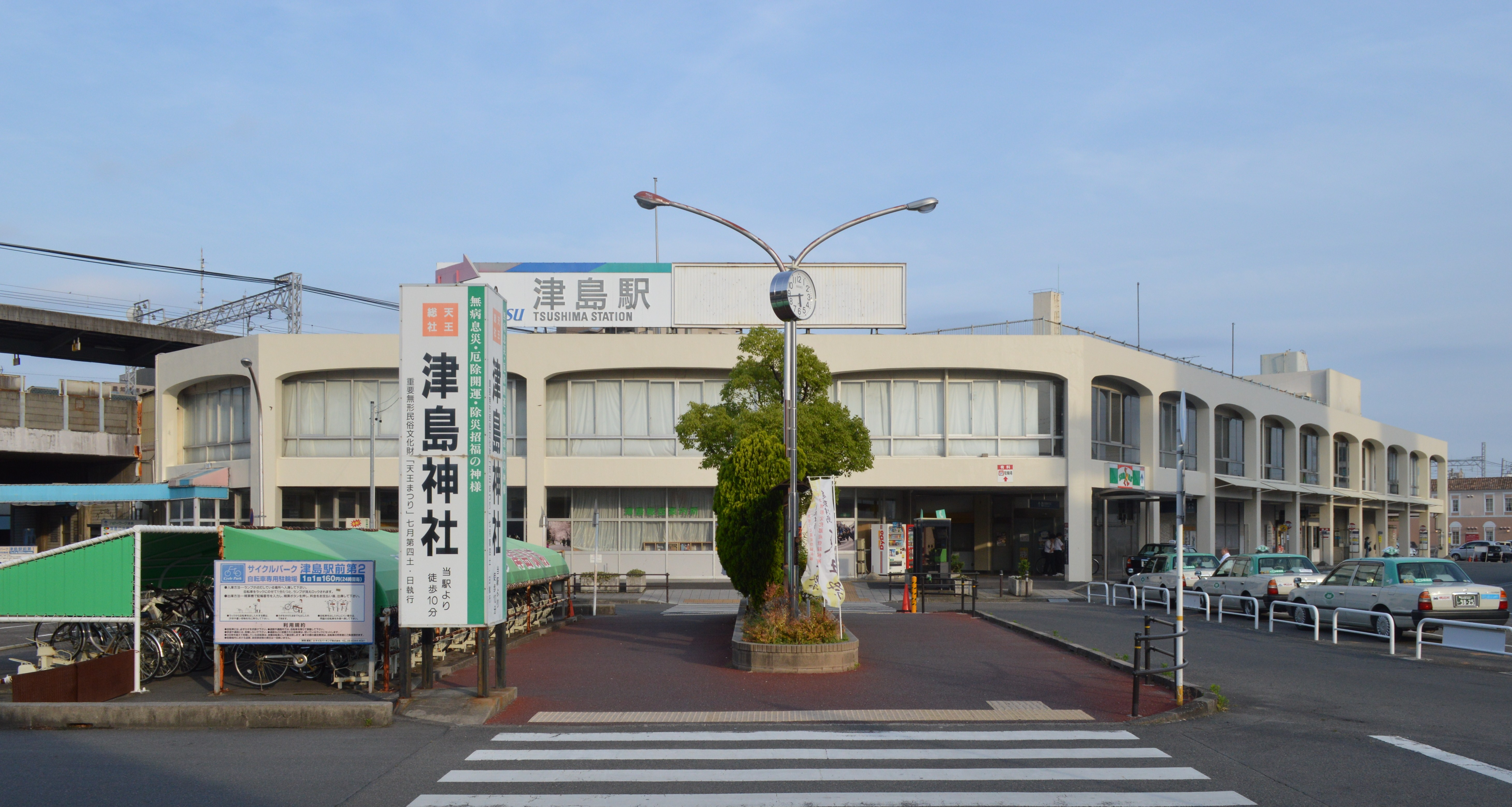
津島車站
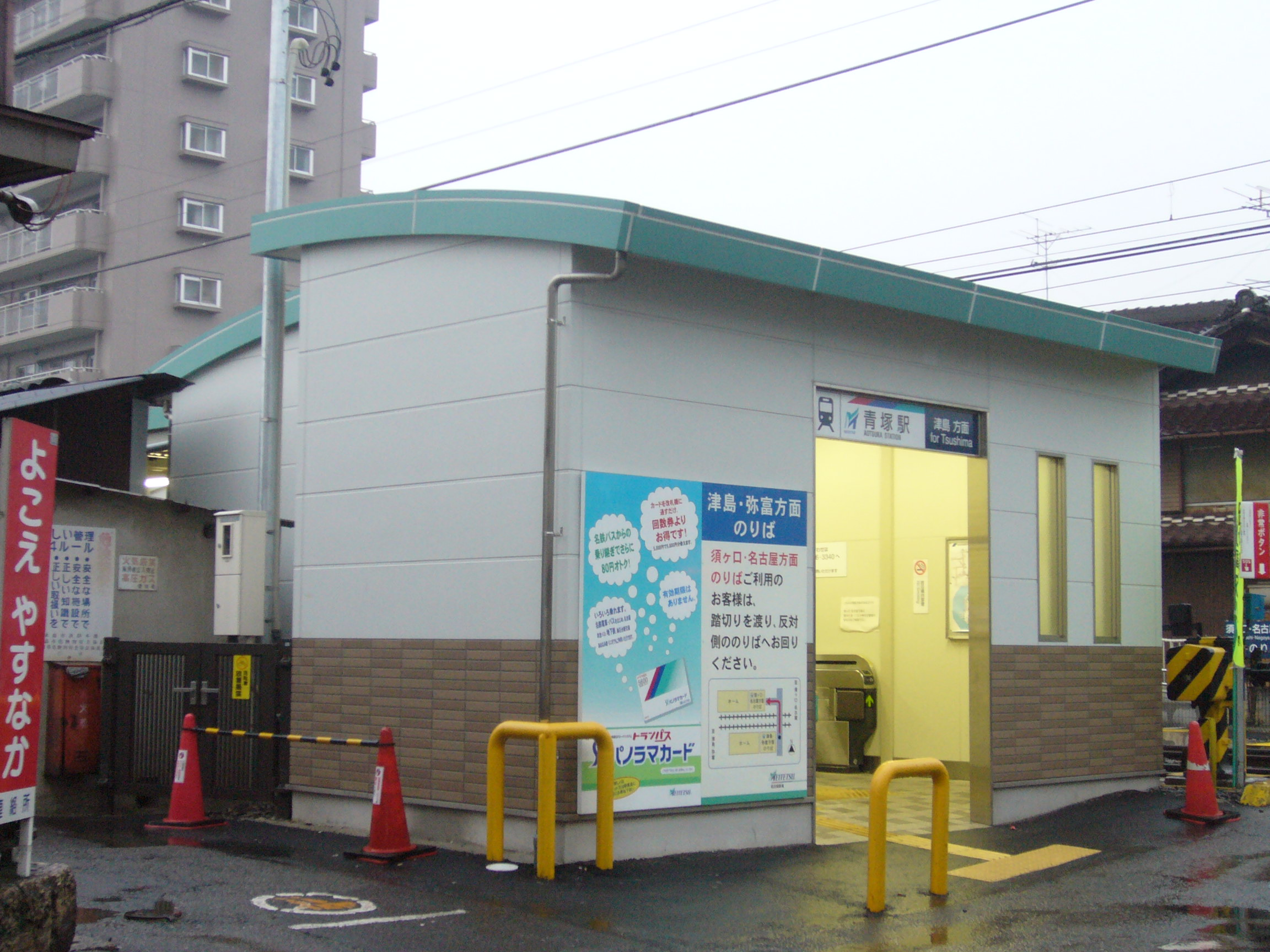
青塚車站

### 公路
高速公路
- 東名阪自動車道：（蟹江町） - （轄內並未設置交流道） - （愛西市）

## 觀光資源
位於市中心西側的津島神社主要祭祀素戔嗚尊及牛頭天王，是全日本約三千座津島神社及天王神社的總本社，其本殿及樓門現在都已被列為國家重要文化財產。
在津島神社東南方的天王川公園為過去津島湊的位置，過去船隻可以從佐屋川透過其支流天王川抵達此處的港口，津島也因此港口而繁榮一時，在江戶時代因泥沙堆積及水利工程讓此處的河道無法在通往佐屋川，形成一個內陸河道，最終在1918年以此舊河道為主規劃為現在的天王川公園。
津島神社在每年七月的第四個周六起的兩天會舉辦尾張津島天王祭，此祭典被列為「日本三大川祭」之一，祭典中會有以提燈布置的船隻點在行駛於天王川上。
在公園內還有一長275公尺，面積達5,000平方公尺的大型紫藤花架，每年的四月底到五月初的期間，津島市也會利用紫藤花開的時期舉辦「尾張津島紫藤祭」。

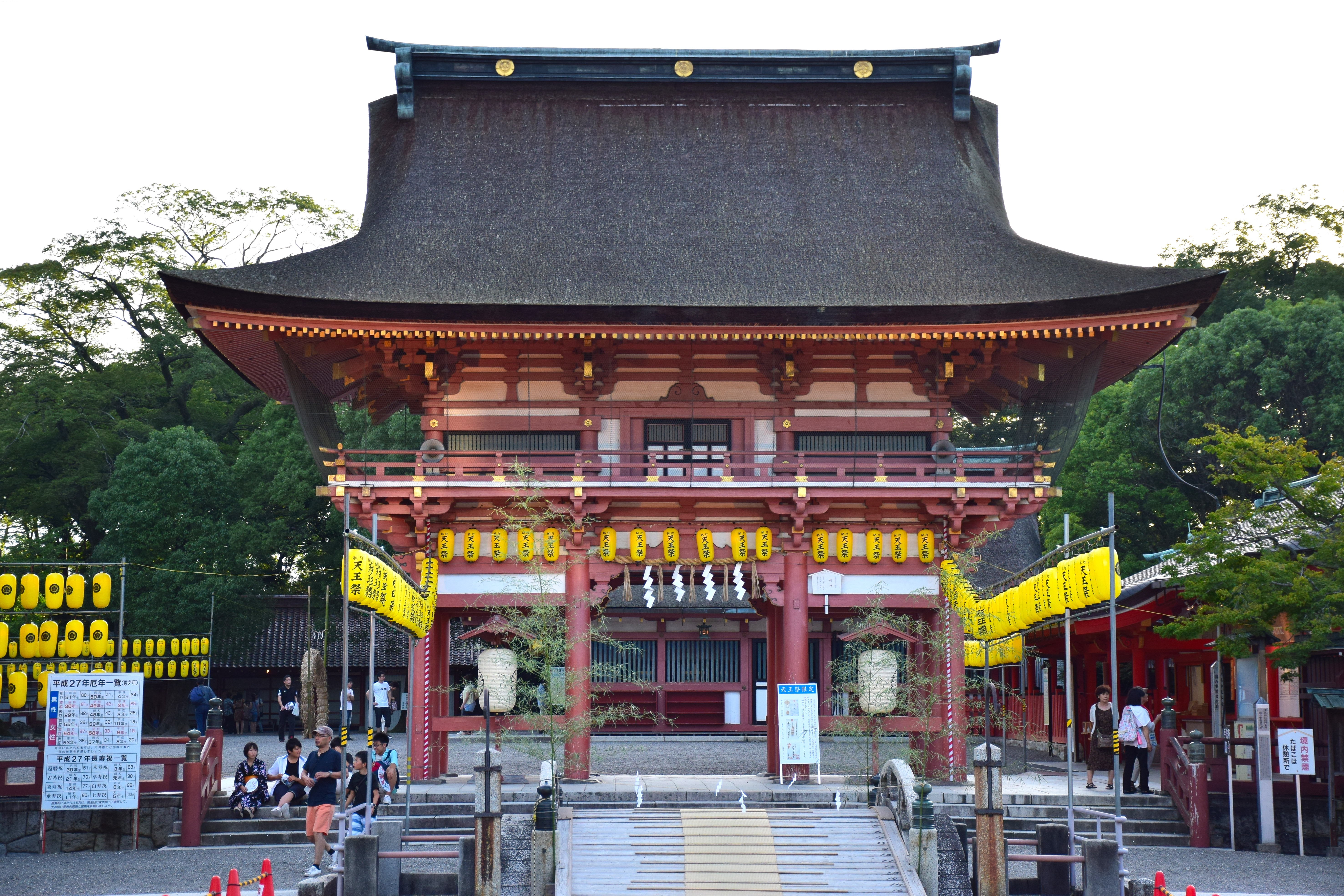
津島神社的樓門
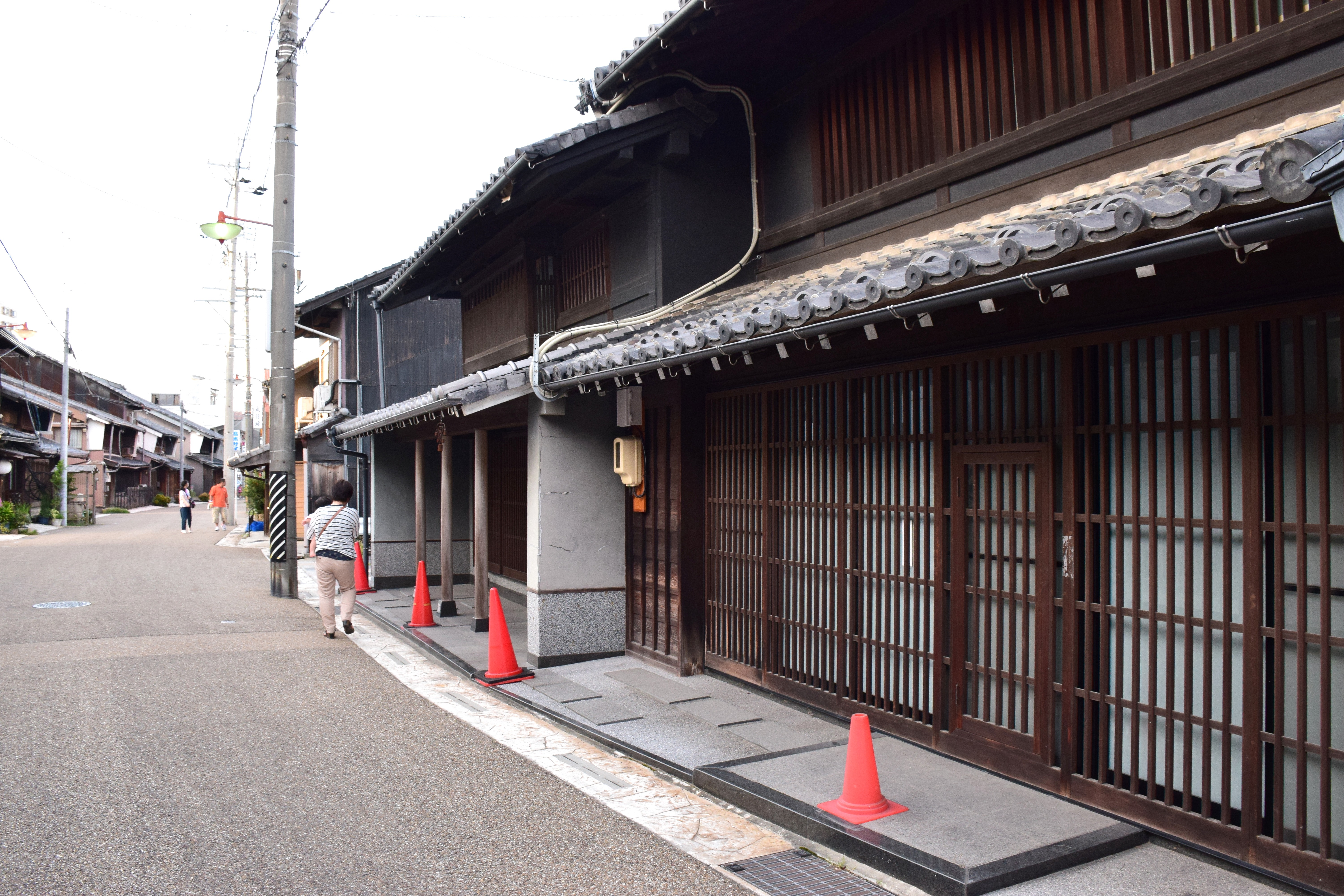
津島神社的門前町
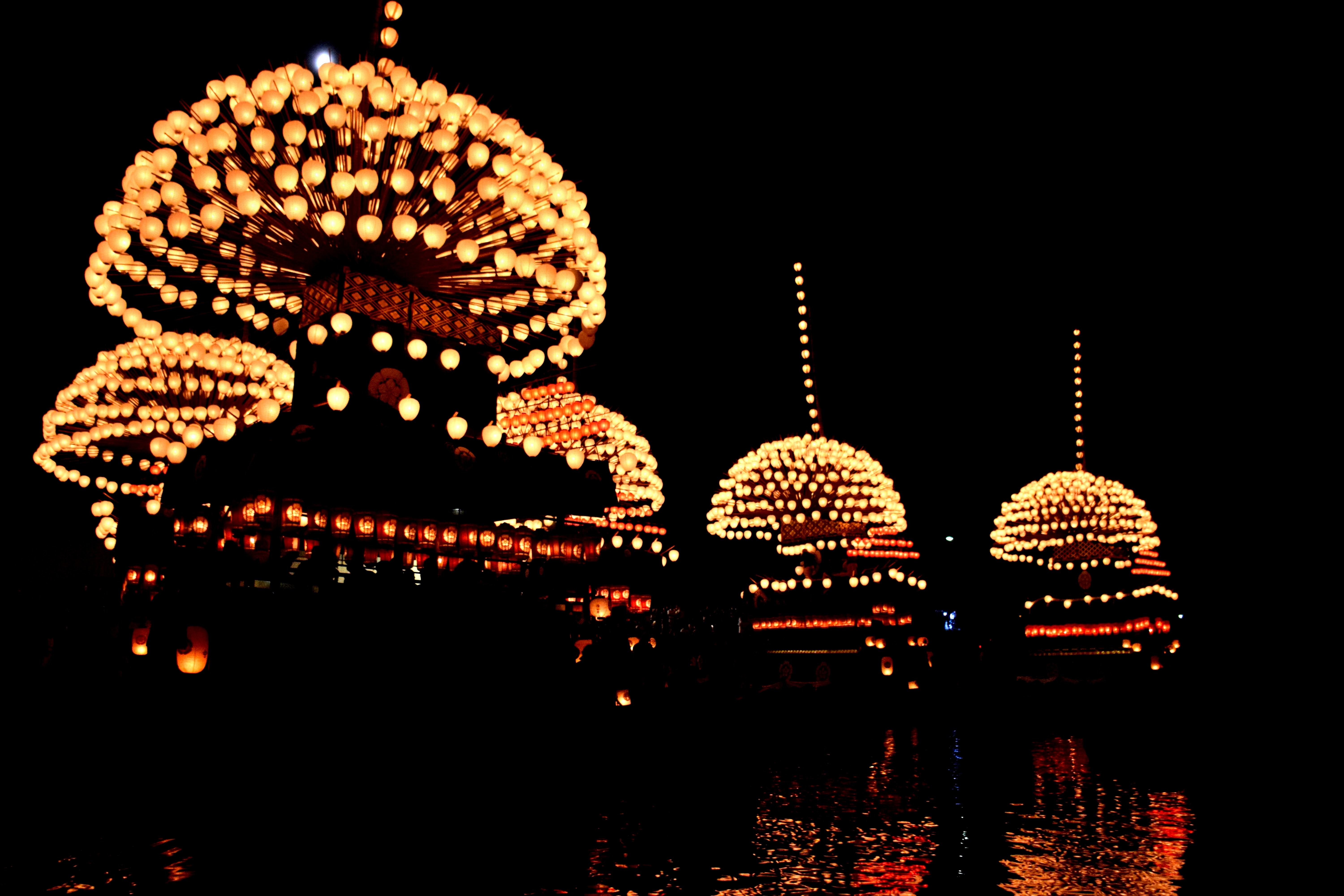
尾张津岛天王节
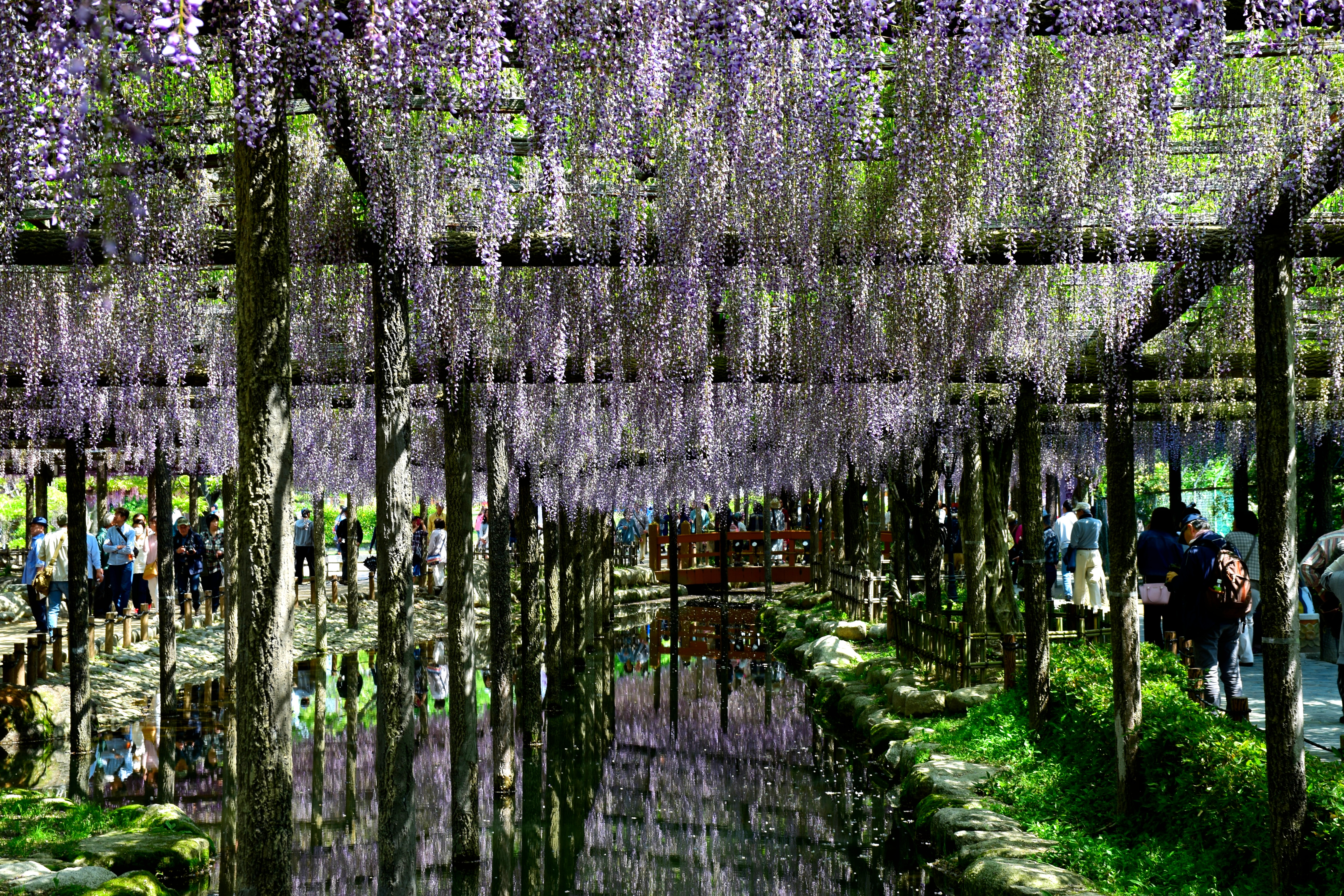
天王川公園藤節
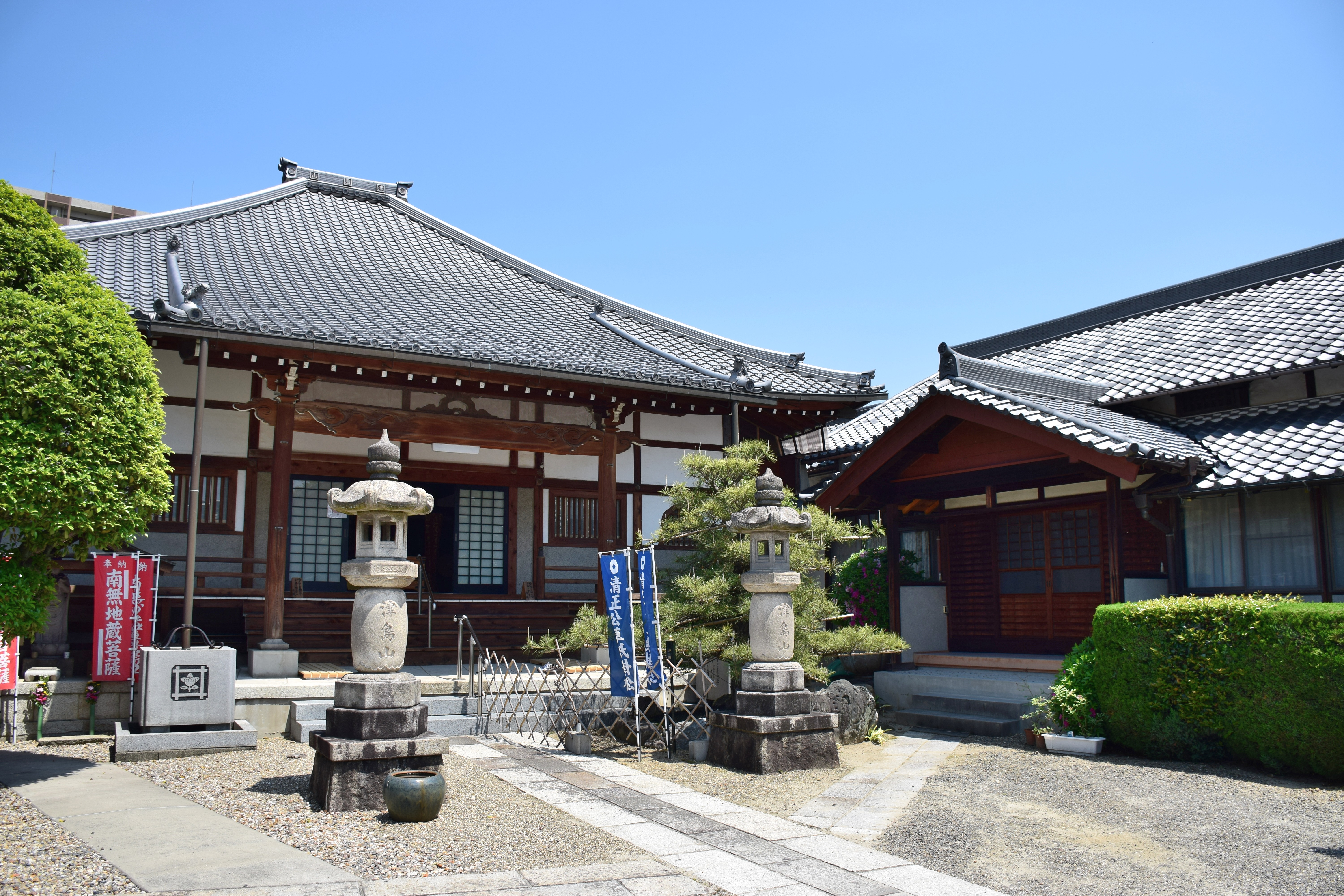
妙延寺（加藤清正有淵源的寺廟）

## 姊妹、友好城市

### 海外
- 赫拉克勒斯（美國加州康特拉科斯塔郡）
兩地於1981年締結為姊妹城市。[27]

## 外部連結
- （日語） いいね津島的Facebook專頁（愛知県津島市産業振興課）
- （日語） つし丸カフェ的Facebook專頁（津島市役所市民協働課）
- （日語） 安心つしま的Facebook專頁（津島市危機管理課）
- （日語） 津島市危機管理課的X（前Twitter）
- （日語） 愛知縣津島市的Instagram帳戶
- （日語） YouTube上的愛知縣津島市頻道